# José Gomes
José Gomes (Bissau, 8 april 1999) is een Portugees voetballer die bij voorkeur als aanvaller speelt. Hij stroomde in 2016 door vanuit de jeugd van Benfica.

## Clubcarrière
Gomes werd geboren in Bissau, de hoofdstad van het West-Afrikaanse land Guinee-Bissau. In 2011 speelde hij een jeugdtoernooi in Portugal. Eén jaar later trok hij op dertienjarige leeftijd naar de jeugdopleiding van Benfica. Hij debuteerde op 6 augustus 2016 in het tweede elftal, in de Segunda Liga. Hij viel na 74 minuten in voor Dálcio Gomes. Twee weken later maakte Gomes zijn eerste competitietreffer, tegen FC Vizela.

## Clubstatistieken
| Seizoen     | Club        | Competitie    | Competitie | Competitie | Beker | Beker | Internationaal | Internationaal | Totaal | Totaal |
| Seizoen     | Club        | Competitie    | Wed.       | Dlp.       | Wed.  | Dlp.  | Wed.           | Dlp.           | Wed.   | Dlp.   |
| ----------- | ----------- | ------------- | ---------- | ---------- | ----- | ----- | -------------- | -------------- | ------ | ------ |
| 2016/17     | Benfica     | Primeira Liga | 3          | 0          | 0     | 0     | 1              | 0              | 4      | 0      |
| 2017/18     | Benfica     | Primeira Liga | 0          | 0          | 0     | 0     | 0              | 0              | 0      | 0      |
| Club totaal | Club totaal | Club totaal   | 3          | 0          | 0     | 0     | 1              | 0              | 4      | 0      |

Bijgewerkt op 15 februari 2018

## Interlandcarrière
José Gomes kwam uit voor meerdere Portugese nationale jeugdelftallen. In 2014 debuteerde hij in Portugal –17, waarvoor hij 19 keer scoorde in 28 interlands. Zeven van die doelpunten maakte hij tijdens het EK –17 van 2016, dat zijn ploeggenoten en hij wonnen. Hij was topscorer van het toernooi. José Gomes nam in 2017 met Portugal –17 deel aan het WK –20.

## Erelijst
| Competitie             | Aantal  | Jaren   |         |         |
| Benfica                | Benfica | Benfica | Benfica | Benfica |
| ---------------------- | ------- | ------- | ------- | ------- |
| Kampioen Primeira Liga | 1x      | 2016/17 |         |         |
| Portugal –17           |         |         |         |         |
| Europees kampioen –17  | 1x      | 2016    |         |         |